# Paradonus
Paradonus là một chi bọ cánh cứng trong họ 
Elateridae.
Chi này được miêu tả khoa học năm 1971 bởi Stibick.

## Các loài
Các loài trong chi này gồm:
- Paradonus beckeri Stibick, 1990
- Paradonus guatemalensis (Champion, 1895)
- Paradonus illinoiensis Stibick, 1990
- Paradonus jerseiensis Stibick, 1990
- Paradonus mexicanus (Fleutiaux, 1895)
- Paradonus obliquatulus (Melsheimer, 1848)
- Paradonus olivereae Stibick, 1990
- Paradonus pectoralis Say, 1834
- Paradonus pectoralis (Say, 1834)
- Paradonus quadrisignatus (Champion, 1895)
- Paradonus teapensis (Champion, 1895)
- Paradonus tetraspilotus (Champion, 1895)